# Tristan da Cunha
Tristan da Cunha je skupina sopečných ostrovů na jihu Atlantského oceánu vzdálená asi 2 800 km od břehů Afriky a 3 200 km od Jižní Ameriky. Je součástí britského závislého území Svatá Helena, Ascension a Tristan da Cunha. Od ostrova sv. Heleny je vzdálena asi 2 400 km. Skupina se skládá z hlavního ostrova Tristan da Cunha a několika neobydlených ostrovů (Nepřístupný ostrov, Slavičí ostrovy, Goughův ostrov) jihovýchodně od hlavního ostrova.

## Historie

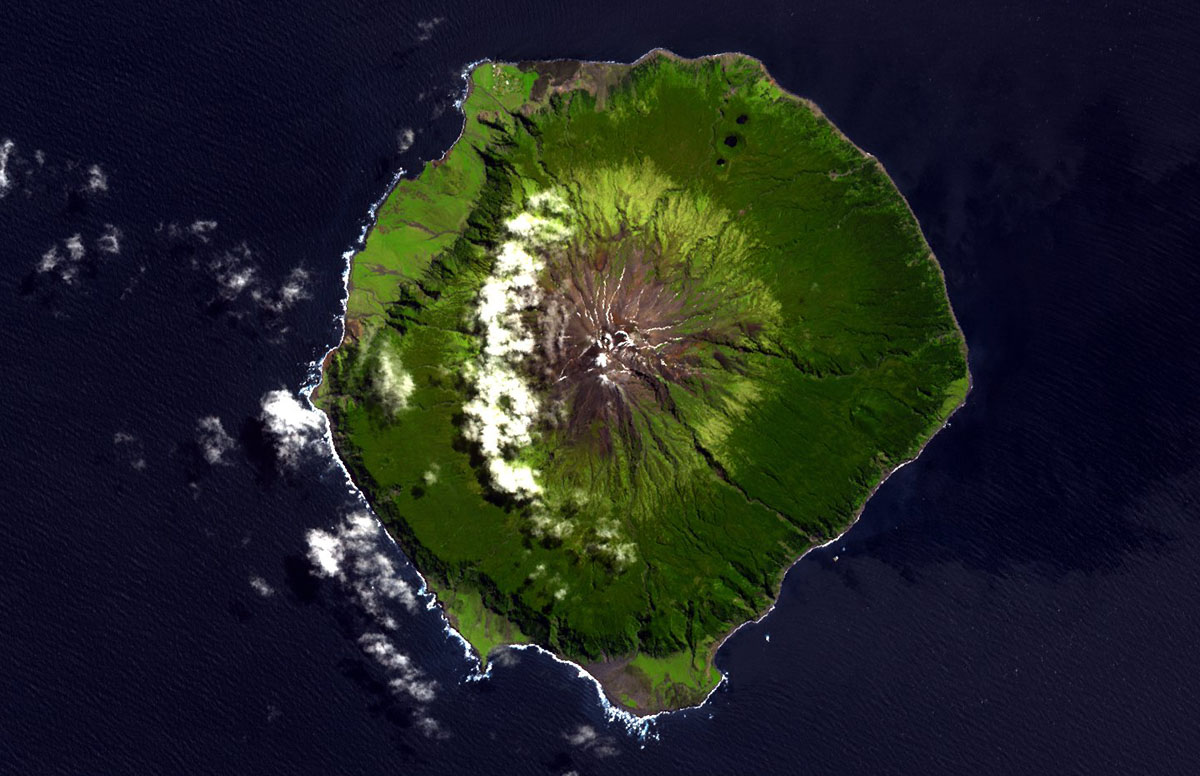
Satelitní snímek ostrova Tristan da Cunha. Edinburgh of the Seven Seas je vlevo nahoře.

Ostrovy poprvé spatřil v roce 1506 portugalský námořník Tristao da Cunha, ale bouře zabránila tomu, aby u nich zakotvil. Podle něj byl později hlavní ostrov pojmenován. První průzkum ostrova provedli roku 1767 Francouzi. Bylo prozkoumáno pobřeží ostrova a zjištěna přítomnost pitné vody. Prvním stálým osadníkem se v roce 1810 stal Jonathan Lambert z Massachusetts, který prohlásil, že ostrov je jeho vlastnictvím. Roku 1812 ovšem Lambert zemřel a s ním zaniklo i jeho vlastnictví ostrova.

Roku 1815 byly ostrovy formálně připojeny k Velké Británii. Důvodem bylo omezit snahy Francouzů o osvobození Napoleona Bonaparta z jeho vězení na ostrově Sv. Helena.
Britové na ostrovech zřídili svou stálou posádku a tím také došlo k zahájení kolonizace těchto ostrovů. Pokusy kolonizovat Nepřístupný ostrov se ukázaly jako neúspěšné. 

V roce 1867 navštívil ostrov mladší syn královny Viktorie princ Alfred. Na počest jeho návštěvy bylo hlavní a jediné město ostrova Tristan da Cunha pojmenováno Edinburgh of the Seven Seas, tedy „Edinburgh sedmi moří“ (podle princova titulu vévody z Edinburghu). V r. 1880 navštívil ostrov anglický misionář a učitel Erwin H. Dogson.
Po otevření Suezského průplavu v roce 1869 souostroví ztratilo svůj význam pro cesty z Evropy na Dálný východ, což zapříčinilo značnou izolaci od zbytku světa trvající až do začátku 20. století. Někdy ostrov nenavštívila žádná loď i několik roků po sobě. Jedno z nejdelších období izolace potkalo Tristan da Cunha ve druhé dekádě 20. století. Když tu přistála po letech první loď v létě 1919, zpravila obyvatele o začátku, průběhu i výsledku první světové války.
Během 2. světové války byly ostrovy využívány Britským královským loďstvem. Byl odsud kontrolován pohyb námořnictva nacistického Německa na jihu Atlantiku. V této době byla britskou vládou ustanovena funkce správce ostrova.
Roku 1957 Tristan da Cunha v rámci plavby kolem světa navštívil manžel britské královny Alžběty II. princ Philip na palubě královské jachty HMY Britannia.
Roku 1958 se v nedaleké oblasti jižního Atlantiku uskutečnila operace Argus, série jaderných testů, které USA prováděly za účelem zkoumání vlivu jaderné exploze v ionosféře na rádiovou komunikaci. Obyvatelé ostrova o tom nebyli informováni a také jejich zdravotní stav byl monitorován až později.
V roce 1961 musel být ostrov evakuován z důvodu narůstající sopečné aktivity. Všichni obyvatelé byli přesídleni na Britské ostrovy, kde byli ubytování ve městě Southampton. Po ustání sopečné činnosti probíhaly testy a měření za účelem zjištění, zda je možné na ostrově i nadále trvale žít. Většina domů zůstala stát nedotčena lávou, která vyvřela nedaleko Edinburghu. V roce 1963 se v Británii mezi obyvateli Tristanu uskutečnilo hlasování o návratu: 148 obyvatel hlasovalo pro návrat na ostrov, 5 proti. Téhož roku se proto lidé na Tristan da Cunha postupně vrátili.
V roce 2005 dostal ostrov přiděleno britské poštovní směrovací číslo (TDCU 1ZZ), které zdejším obyvatelům pomohlo usnadnit online objednávky zboží.

## Politika a zákon
Tristan da Cunha je závislým územím Svaté Heleny, zámořského teritoria Velké Británie. Hlavou státu je král, který je zastoupen guvernérem ostrova Svatá Helena. Na ostrovech je guvernér zastoupen správcem ostrova. Správce spolupracuje s ostrovní radou tvořenou osmi zvolenými a třemi jmenovanými členy. Policii na hlavním ostrově zastupuje 1 policejní úředník a další 3 pomocní strážníci. Tristan da Cunha má svou vlastní legislativu, ale řídí se také zákony ostrova Svaté Heleny (pokud nejsou v rozporu s místními zákony).

## Geografie
Název „Tristan da Cunha“ je používán jak pro hlavní ostrov, tak pro celé souostroví.
- souostroví Tristan da Cunha
  - Tristan da Cunha (hlavní a největší, jediný osídlený)
  - Nepřístupný ostrov
  - Slavičí ostrovy (Slavičí ostrov, Střední ostrov, ostrov Stoltenhoff)
  - Goughův ostrov (Gonçalo Álvares)

Nepřístupný ostrov a Slavičí ostrovy se nacházejí asi 35 km jihozápadně od hlavního ostrova, Goughův ostrov je vzdálen 395 km jihovýchodně. Hlavní ostrov je hornatý, jediná rovinná oblast je v okolí Edinburghu - na jeho západním a severozápadním břehu. Nejvyšším bodem je vulkán nazvaný podle královny Marie Queen Mary's Peak, vysoký 2 062 m. Tento vrchol je v zimním období pokryt vrstvou sněhu. Klima na ostrově je mořské subtropické s minimálními rozdíly mezi teplotami ve dne a v noci. Kromě hlavního ostrova jsou všechny ostatní neobydlené, s výjimkou Goughova ostrova, kde je umístěna meteorologická stanice, na níž pracuje 6 lidí.

## Demografie
Celkový počet obyvatel na ostrovech je 256, z nich 245 je domorodých ostrovanů (stav k roku 2020). Všichni žijí v hlavním a jediném městě Edinburghu, jemuž místní říkají pouze "The Settlement" (osada). Hlavním náboženstvím je křesťanství, buď anglikánské, nebo římskokatolické.
Většina lidí má 2 zaměstnání, přičemž druhé je zpravidla činnost vykonávaná v administrativě, samosprávě ostrova.
Na ostrovech není žádné letiště, přístupné jsou pouze lodí. Námořní spojení z JAR přes Ascension do Velké Británie se ostrovům vyhýbá. Na ostrov pravidelně zajíždí tři lodě z Kapského Města, celkem jde o devět zpátečních plaveb ročně. Nepravidelně tu zastavují rybářské lodě, několikrát do roka také výletní lodě. Aby bylo možné dovezený náklad či posádku dopravit na břeh, musí někdy lodě kotvit poblíž města Edinburgh i několik dní a vyčkávat na příznivé počasí.

## Ekonomika
Veškerá půda na ostrově je ve společném vlastnictví a všechny farmářské rodiny na ostrově mají vlastní akcie. Nikdo jiný než obyvatelé ostrova zde půdu vlastnit nesmí. Osadníci pěstují brambory a zeleninu, chovají krávy, ovce a drůbež. Dobytek na ostrově je monitorován, aby byla uchována pastvina.

Hlavním zdrojem příjmů je langusta rodu Jasus (továrna na její zpracování se nachází přímo na ostrově) a prodej poštovních známek a mincí. Při výbuchu sopky na ostrově roku 1961 byla továrna na zpracování langust zničena, po návratu obyvatel na ostrov pak znovu vystavěna. Požár této továrny v roce 2008 těžce zasáhl ekonomiku ostrova, neboť rybolov a lov langust je její hnací silou. Nová továrna byla uvedena do provozu v létě 2009. V dalších letech byly obnoveny generátory a modernizována elektrická síť.
Továrna je ve vlastnictví jedné jihoafrické firmy, která má výhradní právo dovážet langusty do USA a Japonska. Nedávný pokles zájmu o langusty z ostrova ze strany USA způsobil, že obyvatelé musejí nyní čerpat ze svých rezerv a dostávají se do finančních problémů.

## Poštovní známky a pamětní mince

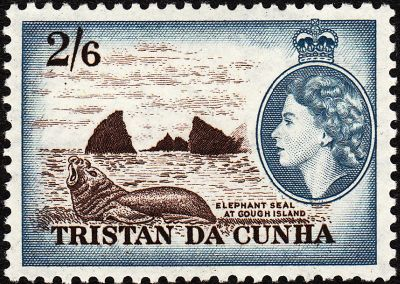
Poštovní známka z roku 1954 s vyobrazením Goughova ostrova

Na ostrově platily známky Svaté Heleny, od roku 1952 opatřené přetiskem TRISTAN DA CUNHA, později mělo souostroví definitivní známky se svým názvem. Známky byly britského stylu a ve Velké Británii byly též tištěny.
Jménem ostrova Tristan da Cunha jsou vydávány také pamětní mince, které jsou s ohledem na svoji nízkou platební hodnotu (nezřídka 50 pencí, či dokonce 1 crown = 25 pencí) a zároveň relativně vysokou prodejní cenu (3 libry či více) také nezanedbatelným příjmem ostrovní ekonomiky. Byly také vydány "oběžné" drobné mince od půlpence po pětadvacetipenci. Kuriózní je, že byly vyraženy také mince "oběžné" i pamětní mince jménem Stoltenhoffu a Goughova ostrova. Mince Tristanu ani jednotlivých ostrovů, na rozdíl od mincí britských a mincí Svaté Heleny a Ascensionu, ovšem na ostrovech neobíhají, často se prodávají hned po vyražení ve Velké Británii.

## Společnost
Většina z původních zhruba 250 osadníků je potomky pouhých patnácti lidí různého původu, kteří se na Tristanu usadili většinou v 19. století. Dnes se proto mezi domorodými ostrovany vyskytuje pouze 7 příjmení – Glass, Green, Hagan, Lavarello, Repetto, Rogers, Swain.
 Když se v roce 1963 vrátily rodiny po evakuaci v důsledku výbuchu sopky v roce 1961, byly mezi 200 osadníky i čtyři ženy z Tristan da Cunha, které si s sebou přivedly anglické manžele. Objevila se tak nová příjmení - Collins, Squibb, a Patterson; první dvě přetrvala. Celkem zde žije 80 rodin.

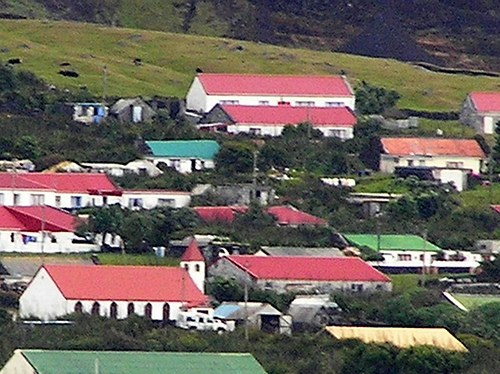
Edinburgh of the Seven Seas

Tato skutečnost stojí za některými často se vyskytujícími zdravotními problémy obyvatel (astma, zelený zákal).
Dlouhá izolace ostrova vedla k vytvoření specifického nářečí angličtiny.
Zdravotní péče je bezplatná, zajišťují ji dva zahraniční lékaři. Dále zde působí dvě zahraniční a čtyři místní zdravotní sestry, jakož i dva zubní technici. Pokud se stane nějaký vážnější úraz nebo nastanou komplikace, je potřeba převézt pacienta do Kapského Města. Tamtéž odjížděly rodit těhotné ženy. Z ostrova je zaslán signál projíždějícím rybářským lodím a poté je dotyčný převezen. V roce 2017 byla na ostrově otevřena nová nemocnice, která má zajistit kvalitnější péči v místě a snížit tak nutnost náročných převozů do Kapského Města.
Televize se na ostrově objevila až v roce 2001 a od té doby se britská televize stará o příjem signálu i pro tento ostrov.

### Virová nákaza
V prosinci roku 2007 oznámila BBC World, že na ostrově vypukla virová epidemie. Tato epidemie byla obzvlášť nebezpečná vzhledem k nedostatku vhodných zdravotnických materiálů na ostrově. Mezinárodní organizace začaly ostrovu pomáhat dodávkami léků. Nejvíce ohroženy byly nejmenší děti a obyvatelé v důchodovém věku. Nicméně hospitalizovány byly jen čtyři osoby, zbytek obyvatel byl již při příjezdu zdravotnické pomoci na ostrov zdráv.
V době pandemie covidu-19 v roce 2020 Tristan da Cunha zakázal přístup na ostrov všem návštěvníkům, aby nedošlo k zavlečení nákazy.